# لوناي
خيفنير أوسوريو مورينو (من مواليد 4 أكتوبر 2000) ،  المعروف باسمه المسرحي لوناي ، هو مغني ومغني راب بورتوريكي . صعد إلى الشهرة في المشهد اللاتيني والريغيتون بأغاني "A Solas" و "Luz Apaga" و " Soltera " و " Soltera (Remix) ". في 25 أكتوبر 2019 ، أصدر ألبومه الأول Épico .